# Цецилия Метелла Далматика
Цецилия Метелла Далматика (лат. Caecilia Metella Dalmatica; умерла в 81 году до н. э.) — римская матрона из знатного плебейского рода Цецилиев, жена Марка Эмилия Скавра и Луция Корнелия Суллы.

## Биография
Цецилия принадлежала к знатному и влиятельному плебейскому роду, происходившему, согласно легенде, от сына бога Вулкана Цекула, основателя города Пренесте. Она была дочерью Луция Цецилия Метелла Далматика, консула 119 года до н. э. Соответственно Квинт Цецилий Метелл Нумидийский приходился ей родным дядей, а Квинт Цецилий Метелл Пий и Луций Лициний Лукулл — двоюродными братьями.
В первом браке Метелла Далматика стала женой Марка Эмилия Скавра, консула 115 года до н. э. и принцепса сената. Этот нобиль умер в 89 или 88 году до н. э. Вскоре после этого видный полководец Луций Корнелий Сулла дал развод своей жене Клелии и спустя всего несколько дней женился на Далматике. Предположительно он сделал это в то время, когда избирался в консулы, и его целью было заручиться поддержкой Метеллов в борьбе за власть. В обществе этот брак рассматривался как неравный: Сулла принадлежал к захудалой ветви Корнелиев, и среди его ближайших предков не было высших магистратов.
В 87 году до н. э. Сулла отправился на Балканы, на войну с Митридатом Понтийским. Когда Рим заняли его враги Гай Марий и Луций Корнелий Цинна, Метелла едва не стала жертвой террора. Дом Суллы в Риме был сожжён, его имения были разграблены, но Цецилия смогла бежать с детьми в Грецию к мужу, который тогда осаждал Афины (86 год до н. э.). Источники Плутарха утверждали, что после взятия этого города Сулла обошёлся крайне жестоко с афинянами именно потому, «что они, насмехаясь… с городских стен, грубо поносили Метеллу».
Вместе с мужем Далматика вернулась в Италию (83 год до н. э.). После победы Суллы в гражданской войне римляне, добивавшиеся возвращения в город представителей разгромленной партии и получавшие отказ от диктатора, были вынуждены обращаться к его жене, которой Луций Корнелий, по словам Плутарха, «угождал всегда и во всём». В 81 году до н. э., в то время, когда её супруг праздновал свой триумф, Метелла тяжело заболела. Для Суллы существовали какие-то религиозные запреты на общение с умирающими (возможно, из-за членства в коллегии понтификов), поэтому он отказался от посещений больной жены, отправил ей письмо о разводе и даже приказал перенести её в другой дом. Вскоре Метелла умерла. Сулла организовал пышные похороны, нарушив принятый им же закон об ограничении расходов на такие цели.

## Дети
От первого брака у Метеллы Далматики было двое сыновей (из них в источниках упоминается только один, Марк Эмилий Скавр, претор 56 года) и дочь Эмилия Скавра, бывшая женой Мания Ацилия Глабриона и Гнея Помпея Великого. От Суллы Цецилия родила двух близнецов, получивших необычные для Рима имена: Фавст Корнелий (он в своей карьере достиг только квестуры) и Корнелия Фавста, жена Гая Меммия (претора 58 года до н. э.) и Тита Анния Милона. По мнению Фридриха Мюнцера, близнецы родились до 86 года до н. э.; по мнению Фрасуа Инара — незадолго до смерти их матери.
Возможно, старшего из сыновей Суллы, умершего зимой 82—81 годов, родила тоже Метелла Далматика.

## В художественной литературе
Метелла Далматика является персонажем исторических романов австралийской писательницы Колин Маккалоу «Первый человек в Риме», «Битва за Рим» и «Фавориты Фортуны».